# Clorazepato
Clorazepato dipotássico é uma substância utilizada como medicamento pertencente ao grupo e sub-grupos:
- Medicamentos Sistema nervoso central
  - Psicofármacos
    - Ansiolíticos, sedativos e hipnóticos
      - Benzodiazepinas

## Indicações
- Perturbações da ansiedade e sintomas ansiosos
- Também é usado no tratamento de epilepsia, associado com medicamentos específicos antiepilépticos

## Reacções adversas
- Sonolência
- Descoordenação motora
- Alterações gastro-intestinais
- Diarreia
- Vómitos
- Alterações do apetite
- Alterações visuais
- Irregularidades cardiovasculares
- Alteração da memória
- Confusão
- Depressão
- Vertigem
- O seu uso prolongado pode causar dependência e síndrome de abstinência quando a medicação é interrompida

## Contra indicações e precauções
- As doses devem ser reduzidas nos idosos
- Deve ser administrado com cuidado em doentes com miastenia gravis ou insuficiência respiratória ou com apneia do sono
- Não deve ser administrado em doentes com porfiria

## Interacções
Deve ser evitado o uso concomitante de álcool e medicamentos depressores do Sistema Nervoso Central.

## Farmacocinética
- Clorazepato dipotássico atravessa a barreira placentária e aparece em pequenas doses no leite materno
- O clorazepato é descarboxilado no estômago, devido ao seu pH baixo (ácido), em desmetildiazepan que é absorvido rapidamente

## Excreção
- Clorazepato dipotássico é excretado pela urina

## Classificação
- MSRM
- ATC - N05BA05
- CAS
  - Clorazepato dipotássico - 57109-90-7
  - Clorazepato monopotássico - 5991-71-9
  - Ácido Clorazépico –
    - 23887-31-2
    - 20432-69-3

## Fórmula molecular
- Ácido Clorazépico

 C16H11ClN2O3 
- Clorazepato dipotássico

C16H11ClK2N2O4
- Clorazepato monopotássico

C16H10ClKN2O3